# Firmin Alphonse Charbonneaux
Pour les articles homonymes, voir Charbonneaux.
Firmin Charbonneaux, né à Wasigny (Ardennes) le 26 juillet 1830 et mort à Villers-Allerand (Marne) le 18 août 1899, est maître de verreries et créateur avec son cousin Pol Charbonneaux de la Verrerie Charbonneaux à Reims.

## Biographie
Firmin Alphonse Charbonneaux, né à Wasigny (Ardennes) le 26 juillet 1830, est le fils de Jean-Baptiste Remidi Charbonneaux (marchand épicier et géomètre-arpenteur à Wasigny, 1793-1870) et de Jeanne Claire Virginie Waflard (1797-1852).
Firmin Charbonneaux commence à travailler chez l’un de ses parents, Charles Charbonneaux (1815-1864) qui est fabricant de savons à Reims. Après avoir appris le métier et amélioré quelques procédés de fabrication, il en devient associé. Au décès de Charles Charbonneaux, il prend la direction de l'entreprise jusqu’en 1873. Firmin Alphonse Charbonneaux fonde, avec son cousin Pol Charbonneaux, les Verrerie Charbonneaux en 1870 à Reims.
Il épouse à Reims, en 1862, Amélie Léonie Devivaise (1841-1876) avec qui il a deux fils, Émile et Georges.
Firmin Charbonneaux et Frédéric Lelarge rachètent la Société sucrière des Deux-Sèvres dont la faillite est prononcée le 26 octobre 1885. À partir de cette société, ils créent une société de distillerie, transformant en 1887 les râperie et sucrerie en flegmerie d'alcool et en distillerie d'alcool pur.
Il fut en outre bienfaiteur de la ville et des hospices. Il repose dans le canton 1 du cimetière du Nord de Reims.

## Mandats électifs
Firmin Charbonneaux est membre de la chambre de Commerce de Reims où il avait été élu vice-président en 1894 ; il est également administrateur de la Banque de France et de la de la Compagnie des chemins de fer de l'Est.
Il est conseiller municipal de Reims et adjoint au maire pendant l'occupation allemande en 1914.

## Distinctions et hommages

### Décoration
Chevalier de la Légion d'honneur par décret du 2 avril 1894.

### Postérité
Une rue de Reims, créée en 1909, est baptisée rue Firmin Charbonneaux.